# Josu González de Heredia López
Josu González de Heredia López (Vitoria, Álava, España, 2 de octubre de 1984) más conocido como Josu González, es un entrenador de fútbol español. Actualmente dirige al Asmant Asyut de la Segunda División de Egipto.

## Trayectoria
Es un entrenador formado en el fútbol base del Athletic Club en el que trabajaría desde 2012 a 2015. Tras especializarse como entrenador de formación tendría varias experiencias en varios equipos europeos como Kiviat Shimona (Israel), Wisla Plock (Polonia) y Ferencváros (Hungría) para aplicar la metodología del fútbol base.
En la temporada 2018-19, firma como segundo entrenador del CD Marino de la Tercera División de España (Grupo XII), además de ser entrenador del alevín c en categoría preferente.
En julio de 2019, se marcha a Armenia para ser segundo entrenador de David Campaña en las filas del Lori Football Club de la Liga Premier de Armenia. Un mes después, recibe una oferta del ENAD Polis Chrysochous para dirigir en la Segunda División de Chipre. Josu dirigiría al equipo chipriota hasta enero de 2020, cuando pasaría a ocupar un cargo de directivo en el club.
En julio de 2022, se convierte en entrenador del Sporting Castle de la Tercera División de Egipto.
El 21 de diciembre de 2022, firma por el Asmant Asyut de la Segunda División de Egipto.

## Clubes
| Club                       | País              | Año             |
| -------------------------- | ----------------- | --------------- |
| Athletic Club Fútbol base  | Bandera de España | 2012-2015       |
| CD Marino (2.º entrenador) | Bandera de España | 2018-2019       |
| ENAD Polis Chrysochous     | Bandera de Chipre | 2019-2020       |
| Sporting Castle            | Bandera de Egipto | 2022            |
| Asmant Asyut               | Bandera de Egipto | 2023-Actualidad |